# Ploërdut
Ploërdut (bretonisch: Pleurdud) ist eine französische Gemeinde mit 1259 Einwohnern (Stand 1. Januar 2022) im Département Morbihan in der Region Bretagne. Sie gehört zum Gemeindeverband Roi Morvan Communauté.

## Geographie
Ploërdut liegt im Nordwesten des Départements Morbihan an der Grenze zum Département Côtes-d’Armor und gehört zum Pays du Roi Morvan.
Nachbargemeinden sind Mellionnec im Norden, Langoëlan im Nordosten und Osten, Locmalo und Guémené-sur-Scorff im Südosten, Lignol im Süden, Saint-Caradec-Trégomel im Südwesten sowie Le Croisty, Saint-Tugdual und Plouray im Westen.
Der Ort selber liegt abseits von wichtigen Durchgangsstraßen. Zwei Kilometer nördlich von Ploërdut verläuft die D1 von Plouray nach Guémené-sur-Scorff quer durch die Gemeinde. Die wichtige überregionale Straßenverbindung N125 führt rund zwanzig Kilometer nördlich der Gemeinde vorbei.
Die bedeutendsten Gewässer sind die Flüsse Aër und Scorff sowie die Bäche Le Cosquer, Le Gohello, Kerfandol, Toul Fallo, Pont de Saint-Martin, und Kerustang. Teilweise bilden diese auch gleichzeitig die Gemeindegrenze. Auf Gemeindegebiet gibt es zudem noch mehrere Teiche. Auf dem Gemeindeareal gibt es zahlreiche große Waldstücke. Die vier größten sind Bois de Lochrist, Bois de Kerservant, Bois de Quénépozen und Bois du Launay.

## Bevölkerungsentwicklung
| Jahr      | 1962 | 1968 | 1975 | 1982 | 1990 | 1999 | 2006 | 2019 |
| Einwohner | 2260 | 2074 | 1842 | 1575 | 1359 | 1312 | 1239 | 1209 |

## Geschichte
Die Gemeinde gehört historisch zur bretonischen Region Bro Gwened (frz. Vannetais) und innerhalb dieser Region zum Gebiet Bro Bourlet (frz. Pays Pourlet) und teilt dessen Geschichte. Ploërdut war von 1793 bis zu dessen Auflösung 1801 Hauptort des Kantons Ploërdut. Seither gehört die Gemeinde zum Kanton Guémené-sur-Scorff.

## Sehenswürdigkeiten
- Kirche Saint-Pierre aus dem 11.–14. Jahrhundert
- Kapelle Saint-Yvon (auch Saint-Guy) in Locuon aus dem 16. Jahrhundert; restauriert im 19. Jahrhundert
- Kapelle Notre-Dame in Crénenan aus dem 17. und 18. Jahrhundert
- Kapelle de la Trinité mit Kreuz in Lochrist aus dem 11. Jahrhundert, umgebaut im 15. Jahrhundert; mehrfach restauriert
- Kapelle Saint-Michel aus dem 17. Jahrhundert
- Kapelle Notre-Dame-de-la-Fosse in Locuon aus dem 17. Jahrhundert
- Kalvarienberg auf dem Friedhof von Locuon aus dem 17. Jahrhundert
- Herrenhäuser von Kerservant (15. Jahrhundert), Kerfandol (15. Jahrhundert) und Porh Maner (17. Jahrhundert)
- Schloss Kerservant aus dem Jahr 1890
- Schloss Launay aus dem 18. Jahrhundert
- Schloss Palévart (auch Pallevar) aus dem 16. Jahrhundert; restauriert im 19. Jahrhundert
- alte Mühlen in La Lande (19. Jahrhundert) und Barach (1491)
- mehrere Hügelgräber
- Römerstraße von Carhaix nach Vannes

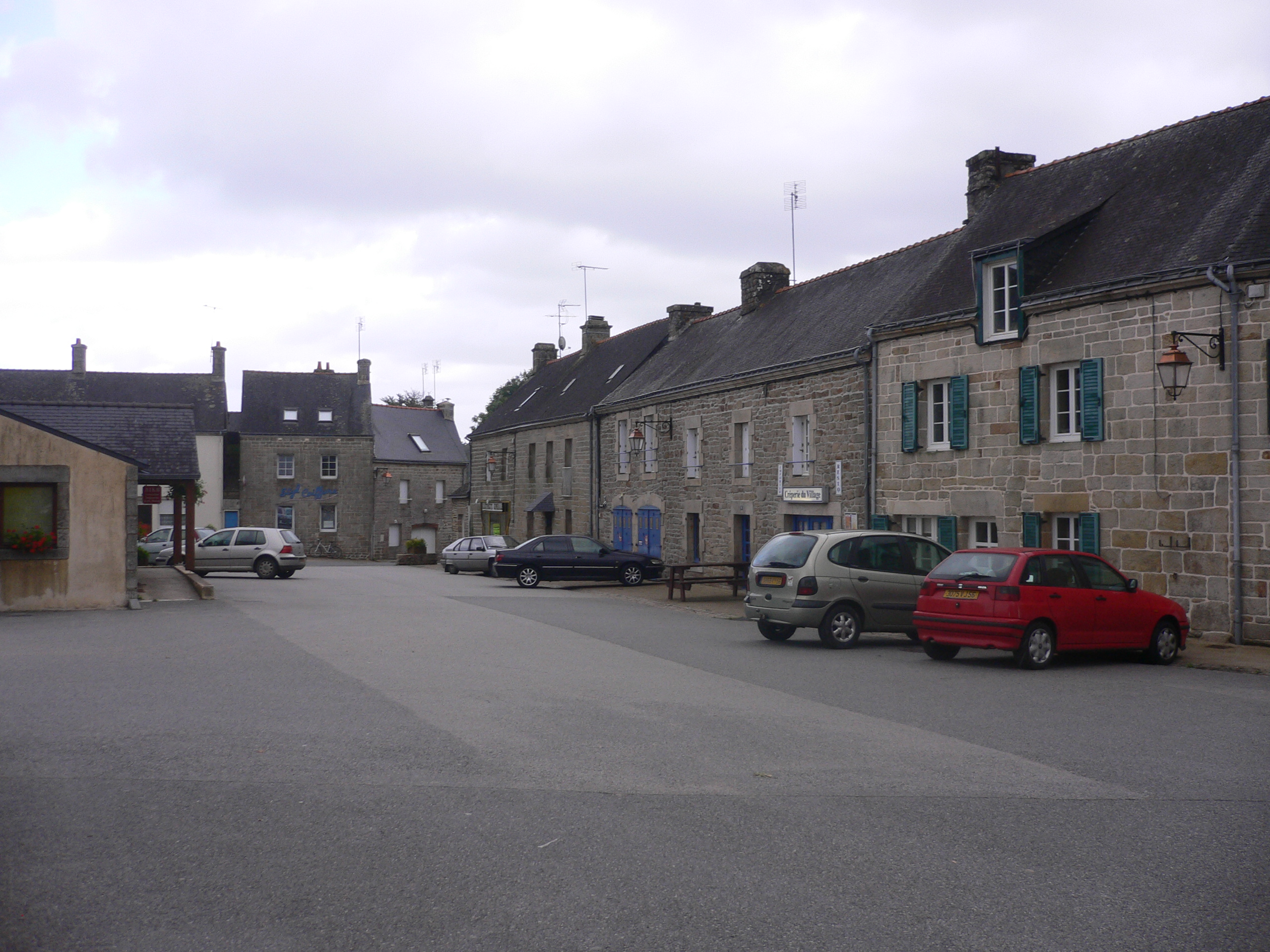
Ortszentrum Le Bourg in Ploërdut
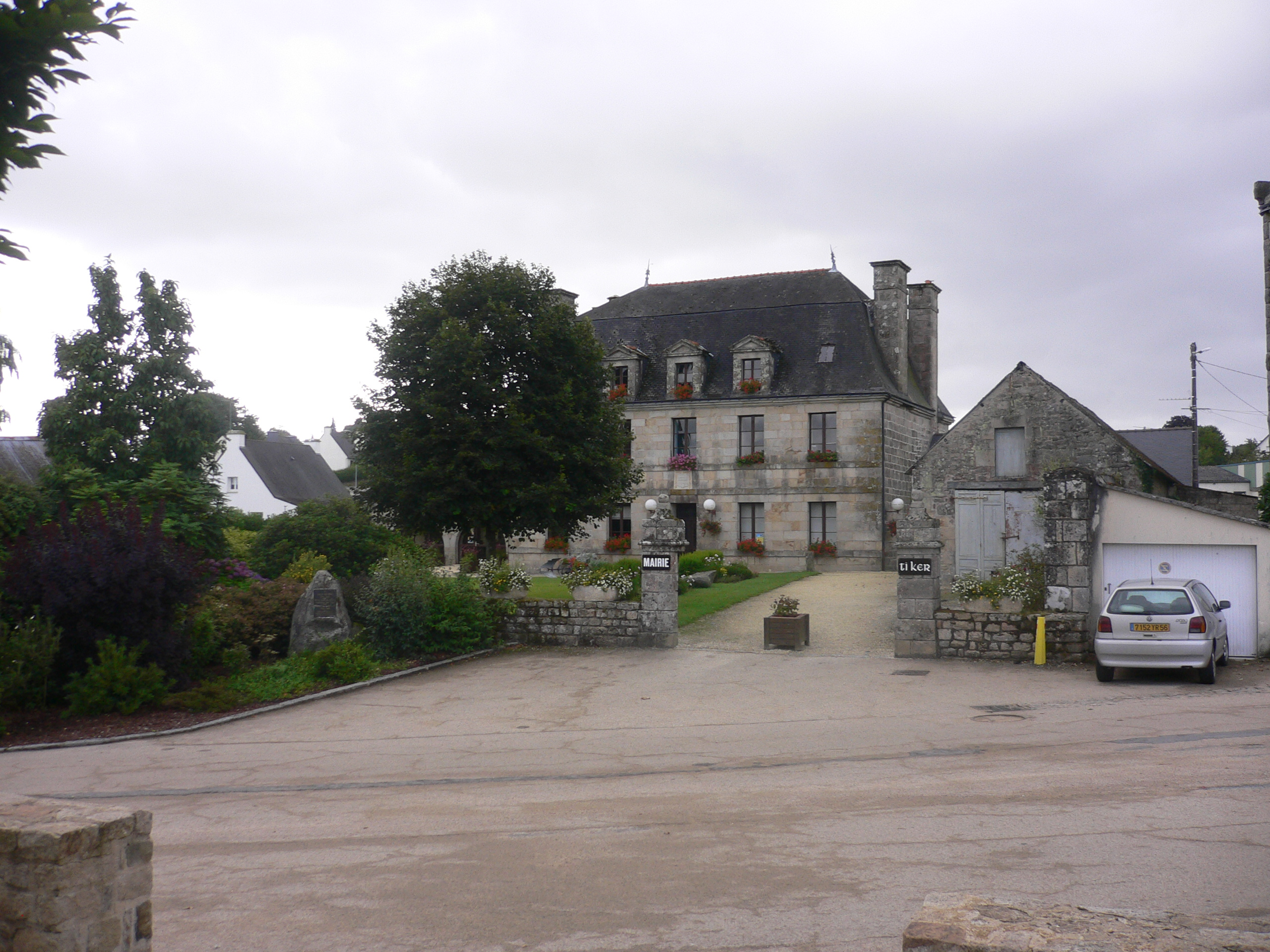
Bürgermeisteramt in Ploërdut
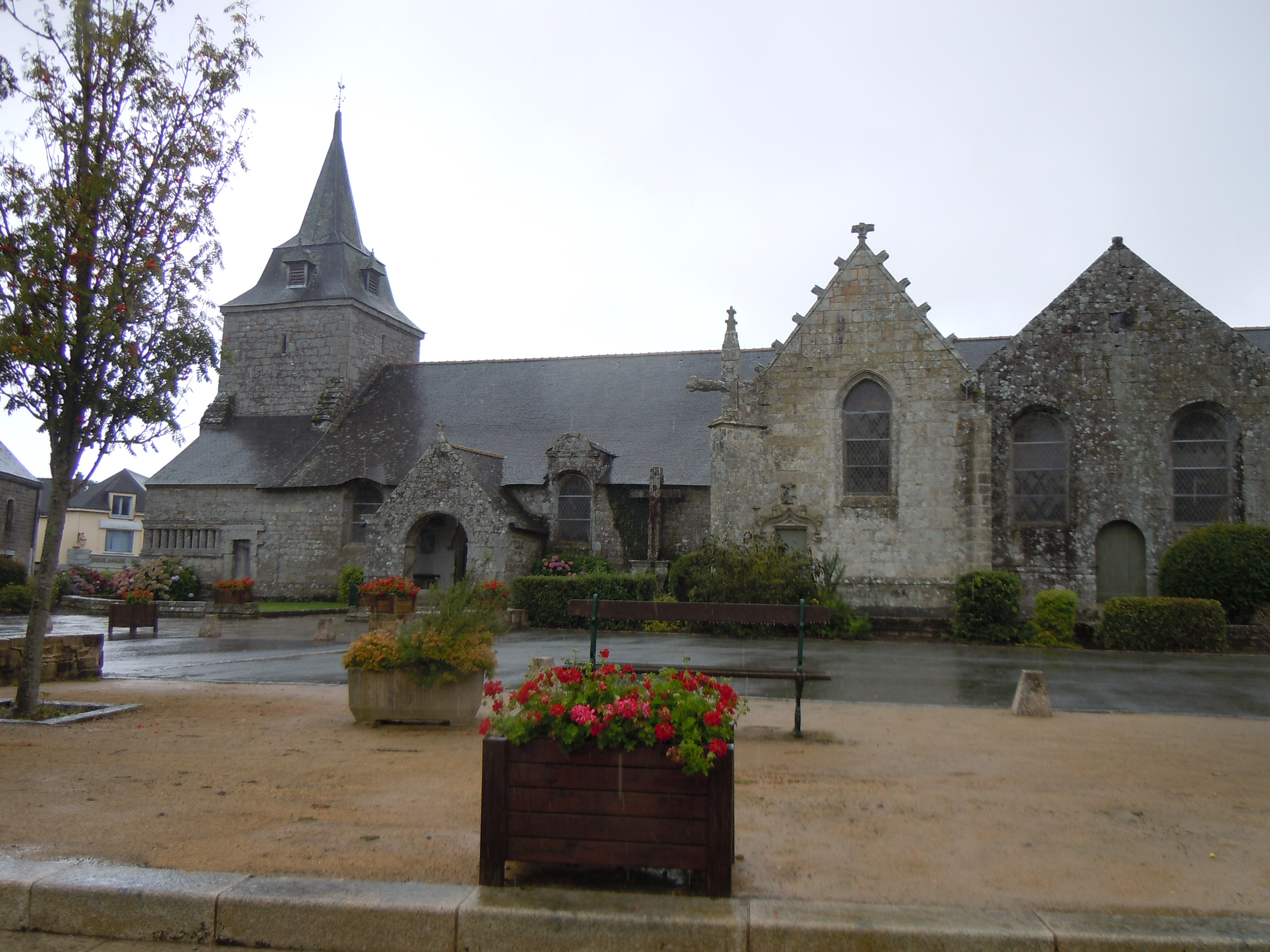
Dorfkirche Saint-Pierre in Ploërdut
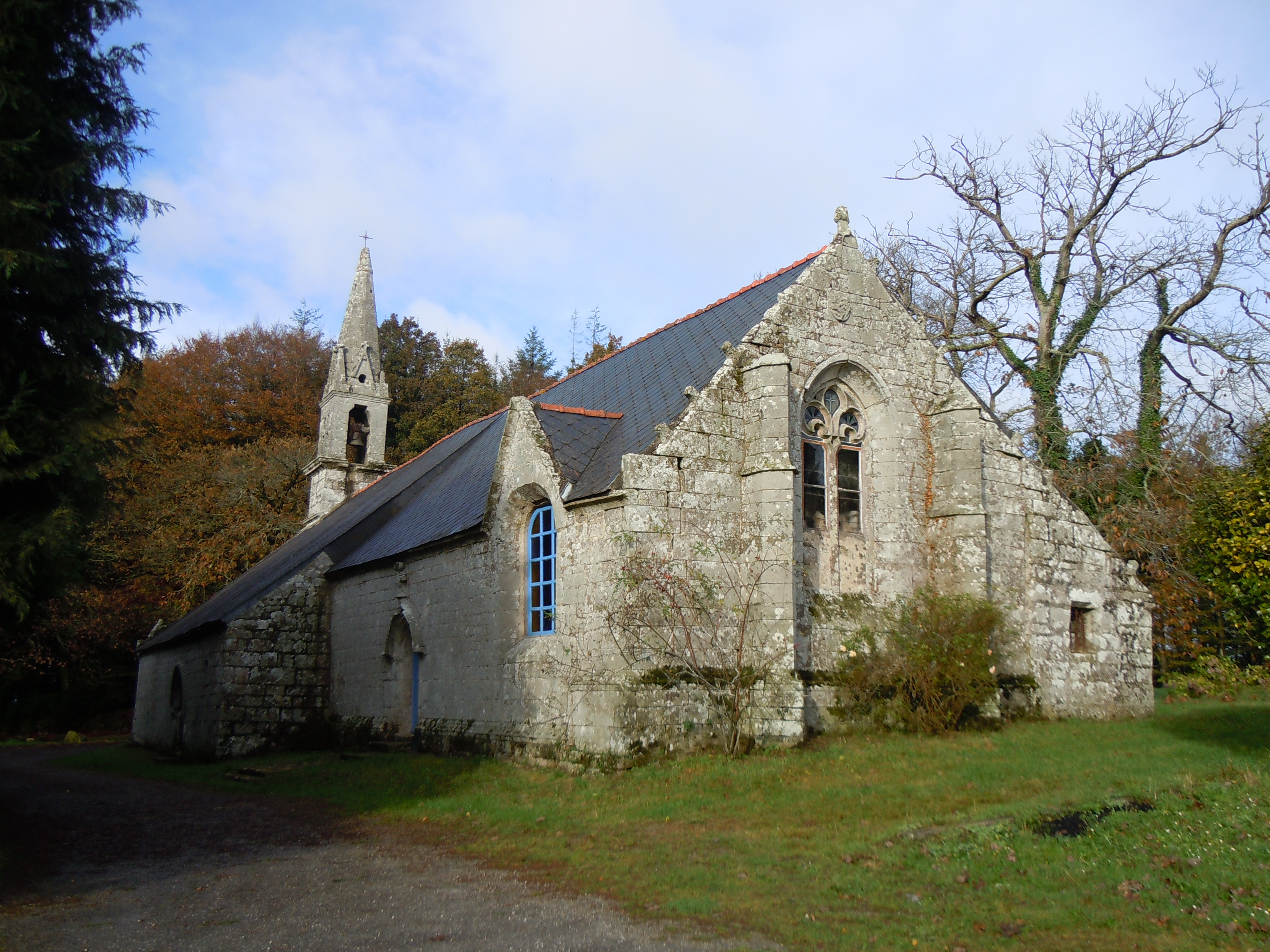
Kapelle Lochrist
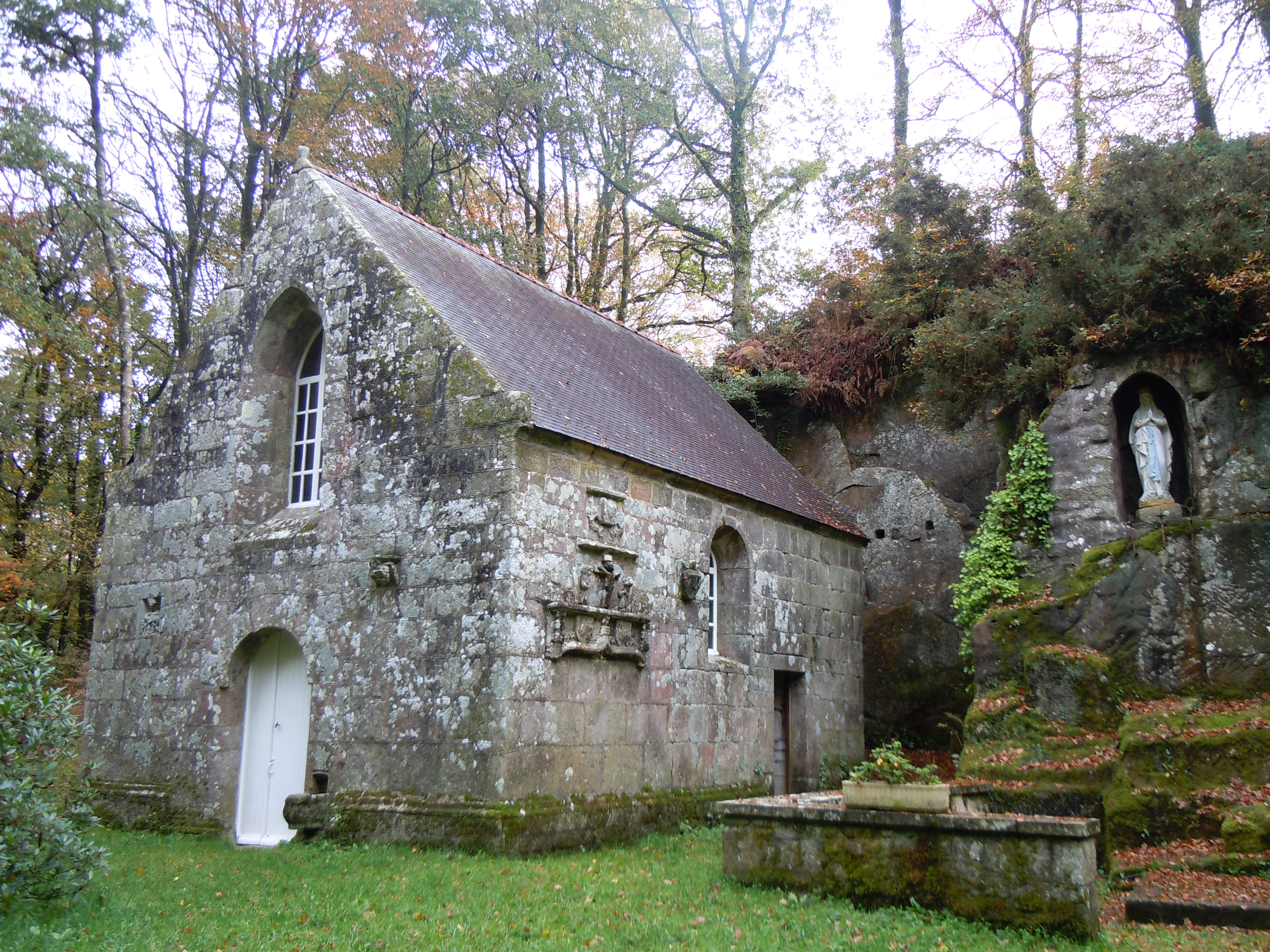
Kapelle Notre Dame de la Fosse
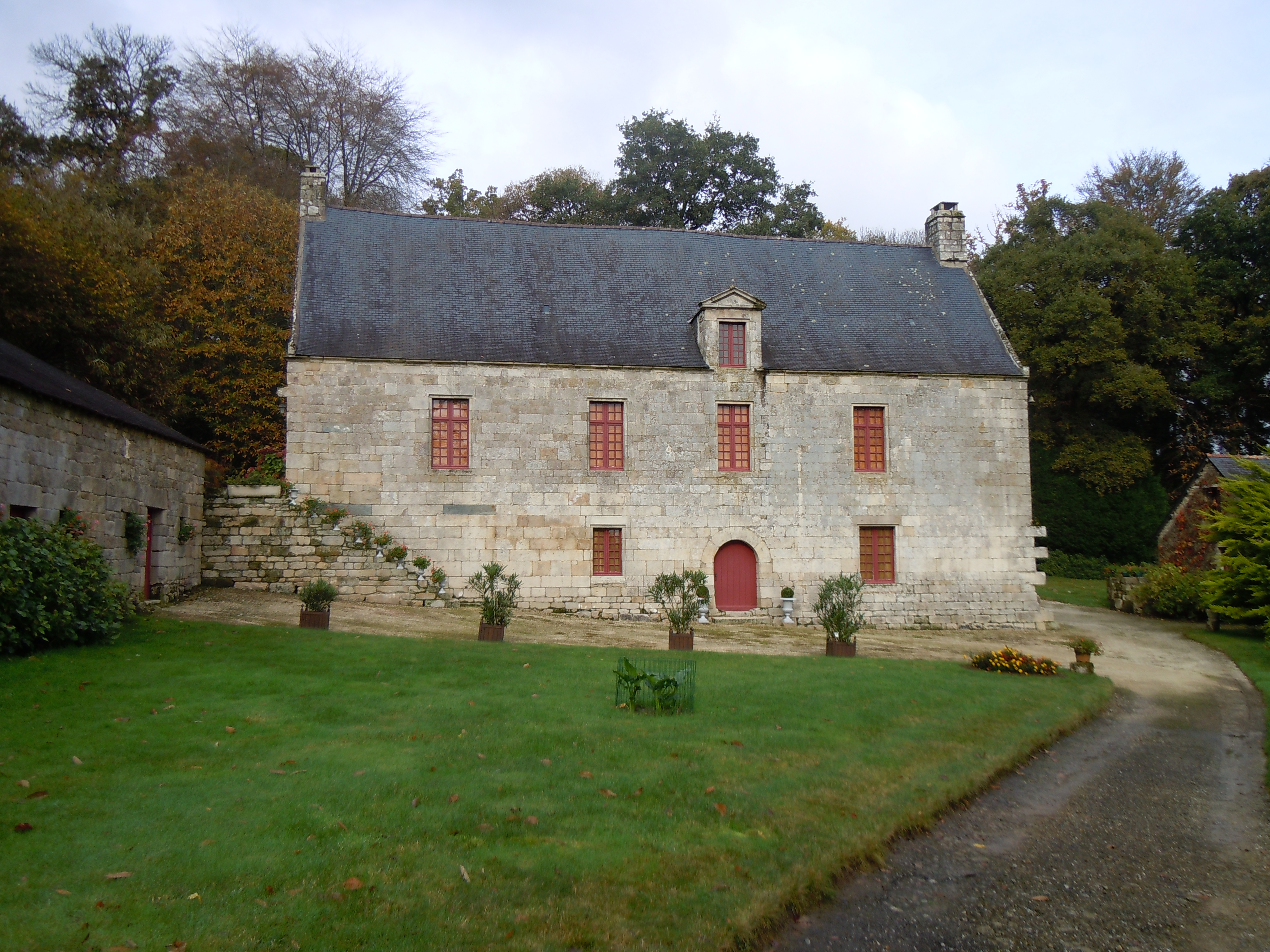
Herrenhaus von Kerservant
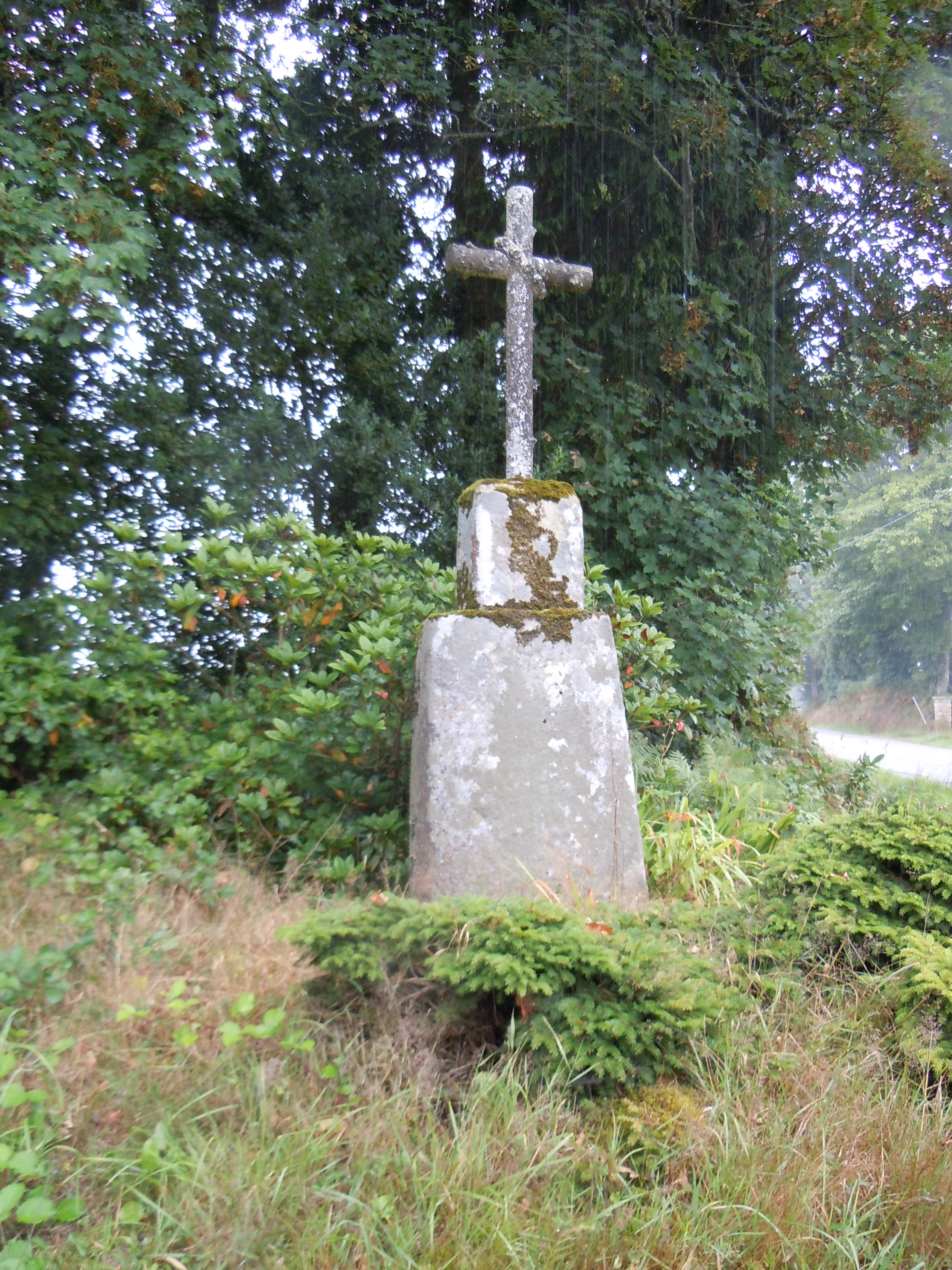
Kreuz von Saint-Ildut